# France Daigle

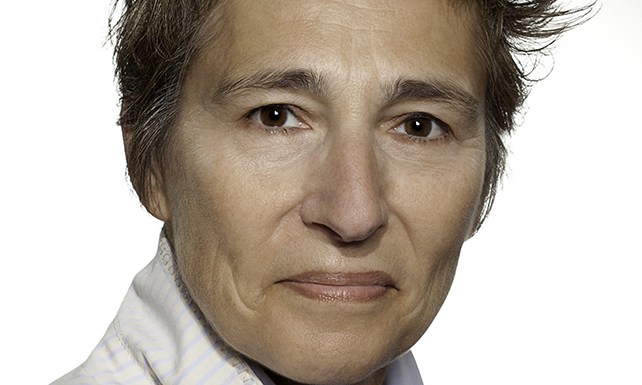
France Daigle, 2021

France Daigle (* 18. November 1953 in Moncton) ist eine kanadische Schriftstellerin und Journalistin. Ihre selbstreflektiven, intertextuellen, metafiktionalen und humorvollen Romane und Bühnenstücke gelten als herausragende Werke der postmodernen Literatur Akadiens. Neben Standardfranzösisch verwendet sie in ihren Texten das Chiac, eine mit englischen Elementen vermischte archaische Variante des Akadischen.

## Leben und Schaffen
Daigle wuchs in Dieppe, New Brunswick auf. 1976 schloss sie ihr Kunststudium an der Université de Moncton mit einem B.A. ab. 1973 bis 1977 arbeitete sie für die Monctoner Zeitung L’Évangéline. Später arbeitete sie für L'Acadie Nouvelle und Radio-Canada.
1983 erschien ihr Debütroman Sans jamais parler du vent. Seit dem Roman 1953. Chronique d’une naissance annoncée (1995) ist die Darstellung von Akadien ein wichtiges Motiv ihres Schaffens. Ab 1997 arbeitete sie mehrere Jahre mit dem Moncton Sable Theatre zusammen, das ihre Stück Moncton sable (1997), Craie (1999) und Foin (2000) aufführte.
Beginnend mit ihrem Roman La vraie vie (1991) führt sie die Geschichte der Figuren Elizabeth und Claude auch in jeweils nachfolgenden Romanen fort; in Pas pire (1998) kamen Terry Després und Carmen Thibodeau zu den weiterverwendeten Figuren hinzu. Für Pas pire erhielt sie u. a. den Prix Éloizes. Dieser inhaltlich und formal fragmentierte Roman steht „an der Grenze zwischen Puzzle und Mosaik“; sein „mathematische[s] Strukturprinzip“ rückt ihn in die Nähe der OuLiPo. Robert Majzels’ Übersetzung von Pas pire ins Englische (Just Fine, 1999) wurde 2000 mit dem Governor General’s Literary Award for Translation ausgezeichnet.
2011 wurde Daigles Gesamtwerk mit dem New Brunswicker Lieutenant-Governor's Award for High Achievement in the Arts gewürdigt. 2012 erhielt sie für Pour Sûr (2011) den Prix du Gouverneur général pour romans et nouvelles. Dieser Roman, an dem sie zehn Jahre lang geschrieben hatte, wurde als „enzyklopädisch“, „labyrinthisch“ und als ein literarischer „Zauberwürfel“ beschrieben. Erstmals verwendet sie darin das Chiac sowohl in der Figurenrede als auch im Erzählertext. Die Werke Daigles wurden bislang nicht ins Deutsche übersetzt.
Der von La vraie vie inspirierte Spielfilm Effractions von Jean-Marc Larivière hatte 2014 beim Festival international du cinéma francophone en Acadie in New Brunswick Premiere.

## Werke
Romane
- Sans jamais parler du vent. Roman de crainte et d'espoir que la mort arrive à temps (Éditions d’Acadie, 1983)
- Film d'amour et de dépendance. Chef-d’œuvre obscur (Éditions d’Acadie, 1984)
- Histoire de la maison qui brûle. Vaguement suivi d'un dernier regard sur la maison qui brûle (Éditions d’Acadie, 1985)
- Variations en B et K. Plans, devis et contrat pour l'infrastructure d'un pont (La Nouvelle Barre du jour, 1985)
- L'été avant la mort (Les Éditions du remue-ménage, 1986), mit Hélène Harbec
- La beauté de l'affaire. Fiction autobiographique à plusieurs voix sur son rapport tortueux au langage (La Nouvelle Barre du jour, 1991)
- La Vraie Vie (Éditions de l’Hexagone, 1993)
- 1953: La Chronique d’une naissance annoncée (Éditions d’Acadie, 1995)
- Pas pire (Éditions d’Acadie, 1998)
- Un fin passage (Boréal, 2001)
- Petites difficultés d'existence (Boréal, 2002)
- Pour Sûr (Boréal, 2011)

Bühnenstücke
- Moncton Sable (1997)
- Craie (1999)
- Foin (2000)
- Bric-à-brac (2001)
- En pelletant de la neige (2004)
- Sans jamais parler du vent (2004)
- Histoire de la maison qui brûle (2007)

Drehbuch
- Tending Towards the Horizontal (1988), Regie: Barbara Sternberg[9]

Lyrik
- Poèmes pour les vieux couples (Éditions Perce-Neige, 2016)

## Auszeichnungen (Auswahl)
- 1991 Prix Pascal-Poirier
- 1998 Prix France-Acadie für Pas pire
- 1999 Prix Antonine-Maillet-Acadie Vie für Pas pire
- 2002 Prix Éloizes für Pas pire
- 2011 New Brunswick Lieutenant-Governor's Award for High Achievement in the Arts for French Language Literary Arts
- 2012 Prix Antonine-Maillet-Acadie Vie für Pour Sûr
- 2012 Prix Champlain für Pour Sûr
- 2012 Prix du Gouverneur général pour romans et nouvelles (French fiction) für Pour Sûr
- 2014 Prix Éloizes für Pour Sûr[2]
- 2019: Wahl zum Mitglied der Royal Society of Canada[10]